# Pudupattinam
Pudupattinam is een census town in het district Chengalpattu van de Indiase staat Tamil Nadu. 

## Demografie
Volgens de Indiase volkstelling van 2001 wonen er 20.897 mensen in Pudupattinam, waarvan 51% mannelijk en 49% vrouwelijk is. De plaats heeft een alfabetiseringsgraad van 81%. 